# Club Deportivo Ariznabarra
Club Deportivo Ariznabarra es un club de fútbol español localizado en la capital del País Vasco, Vitoria. Fundado en 1972, el club milita en la Tercera División de España, en el Grupo 4.  Disputa sus partidos como local en el Campo municipal de Ariznabarra, con una capacidad de 2,500 espectadores.
Ariznabarra es un equipo filial de la Real Sociedad de Fútbol, él cual es su club de referencia en la ciudad de Vitoria.

## Jugadores famosos
- Gaizka Toquero
- Peio Uralde
- Dani Vivian